# Ministère de l'Enseignement supérieur et de la Recherche scientifique (Bénin)
Pour les articles homonymes, voir Ministère de l'Enseignement supérieur et de la Recherche scientifique.
Le ministère de l'Enseignement supérieur et de la Recherche scientifique (MESRS) est le département ministériel du gouvernement béninois chargé de la mise en œuvre de la politique du gouvernement dans les domaines de l’enseignement supérieur et de la recherche scientifique,. Situé sur l’Avenue Jean-Paul II dans le 12e arrondissement de Cotonou à côté de l’Ambassade de France. Il est dirigé par un ministre, membre du gouvernement béninois.